# Švýcarsko na Zimních olympijských hrách 1936
Švýcarsko se účastnilo Zimní olympiády 1936. Zastupovalo ho 34 sportovců (30 mužů a 4 ženy) v 7 sportech.

## Medailisté
| Medaile | Jméno                                                       | Sport | Soutěž  |
| ------- | ----------------------------------------------------------- | ----- | ------- |
| Zlato   | Pierre Musy Arnold Gartmann Charles Bouvier Joseph Beerli   | Boby  | Čtyřbob |
| Stříbro | Fritz Feierabend Joseph Beerli                              | Boby  | Dvojbob |
| Stříbro | Reto Capadrutt Hans Aichele Fritz Feierabend Hans Bütikofer | Boby  | Čtyřbob |